# Сент-Илер-де-Гондийи
Сент-Иле́р-де-Гондийи́ (фр. Saint-Hilaire-de-Gondilly) — коммуна во Франции, находится в регионе Центр. Департамент — Шер. Входит в состав кантона Неронд. Округ коммуны — Сент-Аман-Монтрон.
Код INSEE коммуны — 18215.
Коммуна расположена приблизительно в 210 км к югу от Парижа, в 120 км юго-восточнее Орлеана, в 38 км к востоку от Буржа.

## Население
Население коммуны на 2008 год составляло 193 человека.
| 1962 | 1968 | 1975 | 1982 | 1990 | 1999 | 2008 |
| ---- | ---- | ---- | ---- | ---- | ---- | ---- |
| 224  | 242  | 183  | 155  | 156  | 190  | 193  |

## Администрация
| Период | Период | Фамилия           | Партия | Примечания |
| ------ | ------ | ----------------- | ------ | ---------- |
| 2001   | 2008   | Дезире Лере       |        |            |
| 2008   | 2014   | Франсуа-Юг Де Шам |        |            |

## Экономика

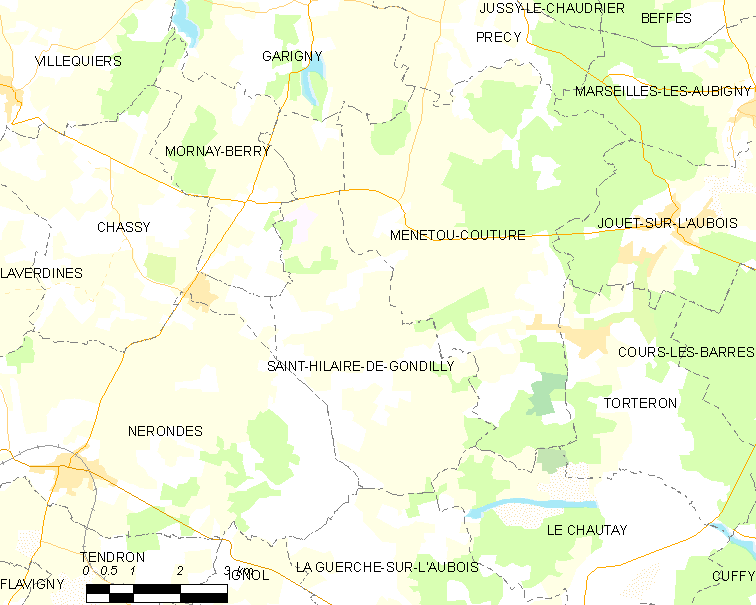
Карта коммуны

В 2007 году среди 128 человек в трудоспособном возрасте (15-64 лет) 97 были экономически активными, 31 — неактивными (показатель активности — 75,8 %, в 1999 году было 66,1 %). Из 97 активных работали 85 человек (52 мужчины и 33 женщины), безработных было 12 (2 мужчин и 10 женщин). Среди 31 неактивных 9 человек были учениками или студентами, 8 — пенсионерами, 14 были неактивными по другим причинам.

## Достопримечательности
- Церковь Сент-Илер (XII век)